# Alpi dell'Ortles
Le Alpi dell'Ortles (Ortler-Alpen in tedesco) sono una sottosezione (in accordo con le definizioni della SOIUSA) delle Alpi Retiche meridionali, situate in Italia (Trentino-Alto Adige e Lombardia). La vettà più alta è l'Ortles che raggiunge i 3.905 m s.l.m.

## Classificazione
Secondo la SOIUSA le Alpi dell'Ortles sono una sottosezione alpina ed hanno la seguente classificazione:
- Grande parte = Alpi Orientali
- Grande settore = Alpi Sud-orientali
- Sezione = Alpi Retiche meridionali
- Sottosezione = Alpi dell'Ortles
- Codice = II/C-28.I.

L'AVE vede le Alpi dell'Ortles suddivise nei due gruppi: Gruppo Ortles-Cevedale (n. 48a della classificazione)  e Gruppo Sobretta-Gavia (n. 48b della classificazione).

## Delimitazioni
Confinano:
- a nord con le Alpi Venoste (nelle Alpi Retiche orientali) e separate dalla val Venosta,
- a nord-est con le Alpi Sarentine (nelle Alpi Retiche orientali) e separate dal corso del fiume Adige,
- ad est con le Alpi della Val di Non e con le Dolomiti di Brenta (nella stessa sezione alpina) e separate dalla Val di Sole, Val di Rabbi, Passo di Rabbi e Val d'Ultimo,
- a sud con le Alpi dell'Adamello e della Presanella (nella stessa sezione alpina), separate dal passo del Tonale e con le Alpi Orobie (nelle Alpi e Prealpi Bergamasche) separate dal passo dell'Aprica,
- ad ovest con le Alpi del Bernina, le Alpi di Livigno e le Alpi della Val Müstair (nelle Alpi Retiche occidentali) separate dall'alta Valtellina e dal Passo dello Stelvio.

Ruotando in senso orario i limiti geografici restano: Passo dello Stelvio, Valle di Trafoi, bassa Val Venosta, Merano, Val d'Ultimo, Passo di Rabbi, Val di Rabbi, Val di Sole, passo del Tonale, alta Val Camonica, Valle di Corteno, Passo dell'Aprica, alta Valtellina, Valle del Braulio, Passo dello Stelvio.

## Suddivisione
Le Alpi dell'Ortles sono suddivise in due supergruppi e cinque gruppi (tra parentesi il codice SOIUSA dei supergruppi, gruppi e sottogruppi):
- Gruppo Ortles-Cevedale (A)
  - Gruppo dell'Ortles (A.1)
    - Gruppo del Cristallo (A.1.a)
    - Gruppo Trafoi (A.1.b)
    - Gruppo Ortles-Gran Zebrù (A.1.c)
    - Gruppo Forni-Confinale (A.1.d)
    - Gruppo Vertana-Angelo-Lasa (A.1.e)

  - Gruppo del Cevedale (A.2)
    - Gruppo Cevedale-San Matteo (A.2.a)
    - Catena Revidal-Boai (A.2.b)

  - Catena Venezia-Sternai (A.3)
    - Gruppo Venezia (A.3.a)
    - Gruppo Vegaia-Tremenesca (A.3.b)
    - Gruppo Gioveretto-Sternai (A.3.c)
    - Gruppo dell'Orecchia di Lepre (A.3.d)
- Gruppo Sobretta-Gavia (B)
  - Costiera del monte Gavia (B.4)
  - Gruppo del Sobretta (B.5)

## Montagne
Oltre alle montagne del Gruppo Ortles-Cevedale si ricordano:
- Monte Sobretta - 3.296 m
- Punta di Pietra Rossa - 3.275 m
- Monte Gavia - 3.220 m
- Punta Valmalza - 3.094 m
- Cima di Savoretta - 3.053 m
- Monte Padrio - 2.153 m